# 若宮神社 (各務原市山脇町)
若宮神社（わかみやじんじゃ）は、岐阜県各務原市山脇町に鎮座する神社。
若宮地区（山脇町、下切町）の総社である。

## 概要
創建時期は不明。天正年間に現在地に移転。山脇村、下切村、松本村の総社であった。
元の名称は神明神社（通称：若宮）であったが、1922年（大正11年）に春日神社と八幡神社を合祀、同時に若宮神社に改称する。
本殿は二棟あり、左の本殿が春日神社と八幡神社、右の本殿が若宮神社である

## 祭神
- 天照大神[4]

## 合祀
- 武甕槌神[4]
- 経津主神[4]
- 天児屋根神[4]
- 姫大神[4]
- 応神天皇[4]

## 所在地
- 岐阜県各務原市山脇町字仲張619、620番地1の1[4][2][5]

一部の地図では岐阜県各務原市下切町と記載されている。